# Сенсорний масив
Сенсорний масив – це група датчиків, зазвичай розташованих у певній геометрії, які використовуються для збору та обробки електромагнітних або акустичних сигналів. Перевага використання масиву сенсорів перед використанням одного сенсора полягає в тому, що масив додає нові виміри до спостереження, допомагаючи оцінити більше параметрів і покращити ефективність оцінювання.

## Типи сенсорних масивів
Масиви антен
- Антенна решітка — геометричне розташування елементів антени з навмисним співвідношенням між їхніми струмами, утворює єдину антену, як правило, для досягнення бажаної діаграми спрямованості.
- Фазована антенна решітка — антенна решітка, у якій зсув фаз (та амплітуди), застосовані до елементів, підібрані електронним способом, як правило, для керування діаграмою спрямованості антенної системи без використання рухомих частин.
- Smart антена — фазова решітка, у якій сигнальний процесор обчислює фазовий зсув для оптимізації прийому та/або передачі на рухомий приймач, як це виконується вежами стільникової мережі.
- Цифрова антенна решітка, це розумна антена з багатоканальним BeamForming, як правило, за допомогою FFT.
- Інтерферометрична решітка радіотелескопів або оптичних телескопів, яка використовується для досягнення високої роздільної здатності за допомогою інтерферометричної кореляції.
- Антенна решітка Ватсон-Ватта / Едкока — методика радіопеленгування Ватсон-Ватт, за допомогою якої дві пари антен Едкока використовуються для порівняння амплітуди вхідного сигналу.

Акустичні масиви
- Масив мікрофонів— використовується в акустичних вимірюваннях і формуванні променя
- Масив гучномовців — використовується в акустичних вимірюваннях і формуванні променя

Інші масиви
- Масив геофонів — використовується в методі відбитих хвиль сейсмології
- Масив гідрофонів — використовується для отримання підводних зображень
- Сенсор зображення в цифрових камерах
- Сенсорний екран в смартфонах

## МетодиBeamForming'а
...